# Die Fürstin Woronzoff
Die Fürstin Woronzoff ist ein deutsches Stummfilmdrama aus dem Jahre 1920 von Adolf Gärtner mit Ellen Richter in der Titelrolle. Ihr Partner ist Hugo Flink.

## Handlung
Die Geschichte spielt im alten Russland. Olga Petrowna, die Fürstin Woronzoff, hat sich nach ihrer Scheidung neu verliebt. Der Auserwählte ist der Sohn des Polizeipräsidenten Dimitri Solowjew. Als ihre neue Liebe auf tragische Weise ums Leben kommt, ist die geschiedene Fürstin außer sich und beginnt fortan, den mutmaßlichen Schuldigen mit ihrem ganzen Hass zu verfolgen. Sie ist sich sicher, dass ein gewisser Dr. Nemirowski die Bluttat begangen hat und will sich daher an ihm rächen. Sie folgt dem in die Schweiz geflohenen Arzt und lässt ihn dort überwachen. Schließlich will Olga den vermeintlichen Übeltäter der Polizei übergeben, als sie die wahren Gründe erfährt, die zum Tode ihres Verlobten führten: Dieser hatte sie nämlich mit der Herzdame Nemirowskis betrogen, worauf selbiger in einem Ehrenhändel um Genugtuung suchte – Ergebnis bekannt.

## Produktionsnotizen
Die Fürstin Woronzoff passierte am 10. September 1920 die Filmzensur und erhielt Jugendverbot. Die Uraufführung erfolgte am 6. Oktober 1920 in den Richard-Oswald-Lichtspielen (Berlin). Die Länge des Sechsakters betrug 2050 Meter.
Die Filmbauten entwarf Hans Dreier.

## Kritiken
„Ellen Richter als Fürstin Woronzoff und Herr Hugo Flink als ihr Verlobter hielten sich brav; von einer geradezu packenden Natürlichkeit war Arthur Somlay. Sein Dr. Nemirowski hatte erschütternde Momente. Die Regie, sowie Aufmachung und Photographie waren ebenfalls einwandfrei.“

Paimann’s Filmlisten resümierte: „Stoff und Spiel ausgezeichnet. Photos und Szenerie sehr gut.“